# Ибаге
{{Селище инфо|Колумбия
| име              = Ибагé
| име-местно       = Ibagué
| вид              = 
| знаме            = Flag of Tolima.svg
| герб             = Escudo_de_Ibagué.svg
| девиз            = ¡Ibagué, ciudad que vibra! („Ибаге - град, който вибрира!“)
| картинка         = 
| Ибаге |

| Площад Боливар | Университетската библиотека в Ибаге |

| Катедралата в Ибаге | Художествения музей на Толима |

Ибагé (на испански: Ibagué) е град в Колумбия, разположен в централно-западната част на страната, по Централната Кордилери на Андите между каньона Комбейма и долината Магдалена, в близост до вулкана Невадо де Толима. Това е сторицата на департамент Толима. Разположен е на средна надморска височина от 1285 метра над морското равнище. Градската му зона е разделена на 13 комуни, а селската - на повече от 17 малки общини, 144 села и 14 инспекции. Основан е на 14 октомври 1550 г. от испанския капитан Андрес Лапест де Галера, което го превръща в един от най-старите градове в цяла Америка. Тъй като е столица на департамент Толима, в него се намират правителството на Толима, Дворецът на правосъдието, Общинският дворец, Департаментското събрание, седалището на ведомството на Генералната прокуратура и е основният политически, индустриален, търговски, културен, финансов и туристически отдел. 
Наричан е „Музикалната столица на Колумбия“ – псевдоним, даден му от френския граф на Габрака в неговите хроники на пътувания, публикувани в Европа около 1886 г. Той е изненадан от музикалната атмосфера в града, цветните стенописи на сградите в центъра и консерваторията на Толима, считано за едно от най-важните музикални училища в страната. От 1959 г. градът е домакин на Колумбийския фолклорен фестивал през юни, едно от най-важните културни събития в Колумбия. Алузивни музикални паметници са разпръснати из целия град – малки площади, събития, концерти, театри, превръщайки града в „Музикална столица“. Има жп гара и аерогара. Хранително-вкусова и кожарска промишленост. Добив на сяра и сребърни руди. Производство на кафе, какао, тютюн, ориз и захарна тръстика. Население около 541 101 жители през 2020 г.

## Личности родени в Ибагé
- Кристина Уманя (р. 1974), колумбийска актриса
- Стефания Гомес (р. 1976), колумбийска актриса
- Хуан Пабло Посада (р. 1979), колумбийски актьор
- Каролина Асеведо (р. 1979), колумбийска актриса
- Оскар Ескандон (р.1984), колумбийски боксьор
- Патрисия Кайседо (р.?), колумбийска оперна певица, сопран
- Евелин Сантос (р.?), колумбийска актриса и модел

## Побратимени градове
|  | Държава   | Град            |
|  | Испания   | Витория         |
|  | Венецуела | Баркисимето     |
|  | Аржентина | Ломас де Самора |
|  | --------- | --------------- |